# Pablo Hasél

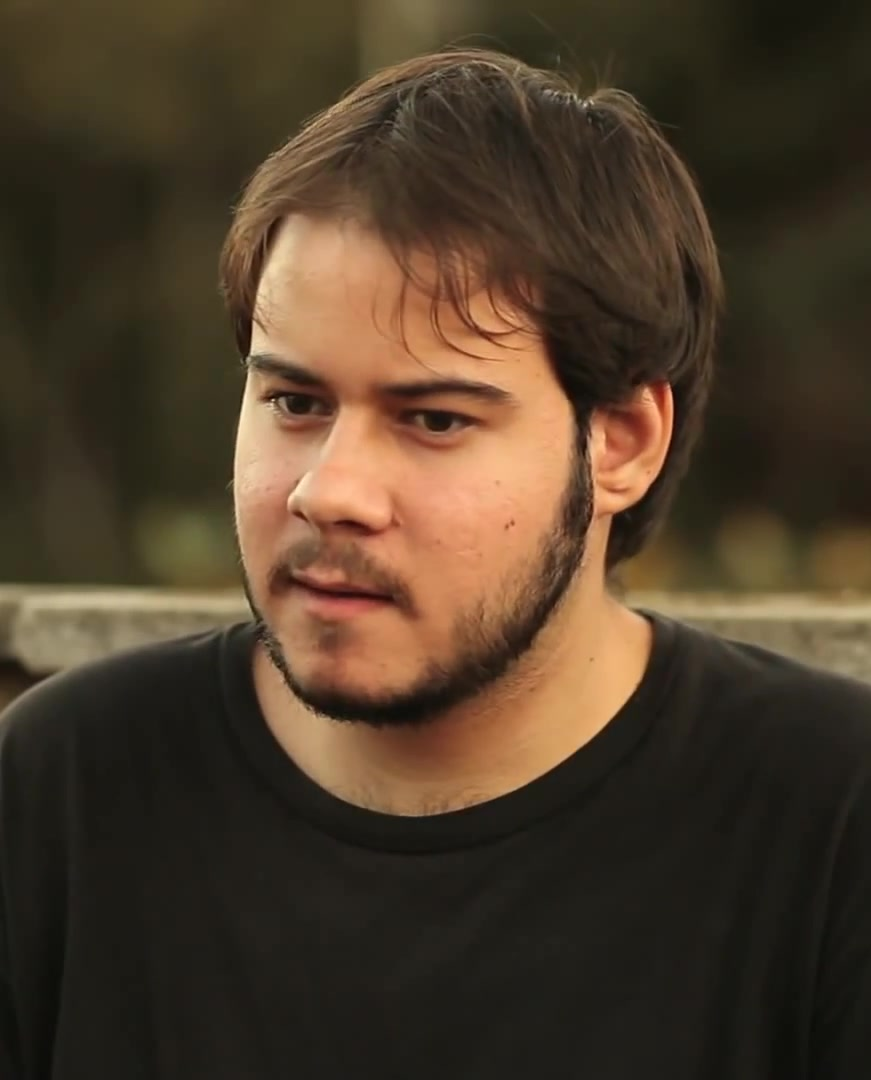
Pablo Hasél 2011

Pablo Hasél (bürgerlich Pablo Rivadulla Duró, * 9. August 1988 in Lleida) ist ein spanischer Rapper, Songwriter und politischer Aktivist. Er bezeichnet sich selbst in seinem Song Comunista als Kommunist. Seine Lieder, die nach Meinung der Strafverfolgungsbehörden unter anderem Terrororganisationen  unterstützen, zogen mehrfach Strafverfolgungen durch die spanische Justiz nach sich. Seine Verhaftung im Februar 2021 führte zu Massenprotesten in mehreren spanischen Städten.

## Leben
Pablo Hasél wurde in Lleida im Westen der Autonomen Region Katalonien geboren. Sein Vater Ignacio war der Präsident des Fußballclubs UE Lleida, seine Mutter Paloma entstammt einer wohlhabenden Juristen-Familie. Er besuchte die private Jesuitenschule Colegio Claver, begann jedoch mit 14 Jahren dem Unterricht fernzubleiben, um Songs zu schreiben, und verließ die Schule ohne Abschluss. Er übernahm seinen Künstlernamen Hasél aus einem Buch mit Kurzgeschichten aus der arabischen Literatur, es handelt sich um die Gestalt eines anti-monarchischen Guerillakämpfers. Bevor er sich dem politischen Rap zuwandte, wurde Hasél im seit 1922 nach Unabhängigkeit von Spanien strebenden Katalonien als Dichter bekannt. Seine Lyrik und seine Spoken-Word-Auftritte verstand er als revolutionäre Kunst gegen ein staatliches System, das er als oppressiv empfand.

### Kontroversen
Im Oktober 2011 wurde Hasél wegen eines Liedes mit dem Titel Democracia su Puta Madre, in dem er Camarada Arenas, ein verurteiltes Mitglied der bewaffneten kommunistischen Gruppe Grupos de Resistencia Antifascista Primero de Octubre (GRAPO), lobte, verhaftet und auf Kaution freigelassen. Im April 2014 wurde er wegen zehn Liedern, in denen er die GRAPO, die ETA, die Rote Armee Fraktion und Terra Lliure positiv würdigte, zu einer zweijährigen Haftstrafe verurteilt. Hasél bestreitet Medienberichte, wonach Al-Qaida unter den Gruppen sei, die er unterstützt hat. Die Strafe wurde später ausgesetzt.
Im Mai 2014 wurde Hasél von den Mossos d’Esquadra am Diada de Sant Jordi in Lleida verhaftet, nachdem er – und weitere Personen – einen Stand von Identitären angegriffen haben soll. Die Identitären beschuldigten sie, „Faschisten raus“ gerufen zu haben.
Im Juni 2016 schubste Hasél einen Journalisten des Fernsehsenders TV3 und besprühte ihn mit Reinigungsmittel während einer Auseinandersetzung auf dem Campus der Universität von Lleida. Studierende, Epizentrum der Mobilisierungen war das Sindicat d'Estudiants dels Països Catalans (SEPC), protestierten gegen die Professorin und Subdelegierte der spanischen Regierung des Partido Popular in Lleida, Inma Manso, die nur noch von der Polizei eskortiert unterrichten konnte. Im Juni 2020 wurde er deshalb zu sechs Monaten Gefängnis und einer Geldstrafe von 12.150 € verurteilt. Im selben Monat wurde er wegen Bedrohung und Behinderung der Justiz zu zweieinhalb Jahren Haft und 2.500 € Geldstrafe verurteilt, und zwar wegen Drohungen gegen einen Zeugen während eines Prozesses im Oktober 2017. Diese Strafe wurde 2021 bestätigt.
In einem Interview im März 2018 hatte Hasél gesagt, dass er wegen seiner Vorstrafen lange keine Arbeit habe finden können. Seine letzte Arbeit habe darin bestanden, in Frankreich bei der Weinlese zu helfen.
Im März 2018 wurde Hasél wegen „Beleidigung und Verunglimpfung der Krone“ sowie „Verherrlichung von Gewalt“ zu zwei Jahren Gefängnis verurteilt. Das Gericht begründete das Urteil mit der potentiellen Gefahr, dass ein Anhänger Haséls durch dessen Ausdrücke und Rechtfertigung des Terrorismus angeleitet werde, Gewalt anzuwenden. Die Staatsanwaltschaft warf ihm vor, den spanischen Ex-König Juan Carlos I. in 64 Tweets mit Bezeichnungen wie „Parasit“ und „Mafioso“ herabgewürdigt zu haben. Außerdem bezeichnet er die Monarchie als „eine mafiöse, mittelalterliche Institution“. Mit dem Lied Juan Carlos el Bobón (deutsch: Juan Carlos, der Dussel) kritisierte Hasél explizit dessen ausschweifenden Lebensstil und die korrupten Geldgeschäfte, in die er verwickelt sein soll. Weiter bezeichnet er auf Twitter die Polizei als „Mörder“, beschuldigt die paramilitärische Guardia Civil der Folter (wie schon Menschenrechtsorganisationen und europäische Richter) und warf ihnen vor, auf Flüchtlinge zu schießen (tatsächlich wurde die Guardia Civil in Ceuta 2014 für 15 tote Flüchtlinge verantwortlich gemacht). Anfang 2021 wurde Hasél aufgefordert, freiwillig ins Gefängnis zu gehen, um seine neunmonatige Strafe zu verbüßen. Er verweigerte die Anordnung öffentlich. Am 16. Februar 2021 wurde er auf dem Campus der Universität von Lleida verhaftet, nachdem er sich dort mit zahlreichen Unterstützern verbarrikadiert hatte. Gleich nach Einlieferung in die Haftanstalt ließ er über seine Anwältin erklären, er fordere als „antifaschistischer politischer Gefangener“ eine Einzelzelle und weigere sich, die übliche Reinigung der Zellen durchzuführen. Am 8. April 2021 wurde seine neunmonatige Haftstrafe um 16 Monate verlängert, da er seine Geldstrafen von rund 30.000 Euro nicht beglichen hatte.

### Reaktionen auf die Inhaftierung
Amnesty International forderte die Freilassung Haséls. Dieser Forderung schlossen sich in einem offenen Brief 300 spanische Künstler, darunter Pedro Almodóvar und Javier Bardem, an. Haséls Inhaftierung führte zu nächtlichen Protesten und Ausschreitungen, an denen Tausende von Menschen in Städten wie Valencia, Madrid und Barcelona teilnahmen.
Nachdem Tausende, vor allem junge Menschen, gegen seine Verurteilung und Festnahme demonstriert hatten, kündigte Ministerpräsident Pedro Sánchez (PSOE) eine Entschärfung der „Maulkorbgesetze“ (Leyes Mordazas) an: „Verbale Exzesse im Rahmen künstlerischer, kultureller oder intellektueller Aktionen“ sollen künftig nicht mehr strafbar sein.
Der Europarat verurteilte Spanien wegen Verletzung der Meinungsfreiheit und forderte Strafrechtsreformen. Die Menschenrechtskommissarin, Dunja Mijatović, erklärte in einem am 22. März 2021 veröffentlichten Brief an Spaniens Justizminister, dass – neben der fehlenden rechtlichen Eindeutigkeit – spanische Gerichte in Madrid in solchen Fällen nicht dargelegt haben, ob die angeprangerte „Verherrlichung des Terrorismus wirklich das Risiko einer realen, konkreten und unmittelbaren Gefahr mit sich brachte“. Nur dann dürfe eine Antiterrorgesetzgebung zur Einschränkung der Meinungsfreiheit herangezogen werden. In Bezug auf die Vorwürfe der Majestätsbeleidigung hob sie hervor, dass die Möglichkeiten zur Einschränkung der Meinungsfreiheit hier sehr begrenzt seien, „insbesondere wenn es um Politiker, Behördenvertreter und andere Personen des öffentlichen Lebens geht“. Sie forderte „umfassende“ Gesetzesänderungen, um im Einklang mit der Europäischen Menschenrechtskonvention das Recht auf freie Meinungsäußerung zu stärken. In einer Antwort des spanischen Justizminister, Juan Carlos Campo, hieß es, eine Überarbeitung der kritisierten Punkte seien in Planung. Die Europäische Kommission für Demokratie durch Recht (Venedig-Kommission) des Europarats fordert Spanien zudem nachdrücklich auf, das Gesetz zur Sicherheit der Bürger (Maulkorbgesetze) „wegen seines repressiven Potenzials“ zu reformieren.

## Gewaltverherrlichende Texte und kontroverse Äußerungen
Im Februar 2017 wurde Hasél wegen „Respektlosigkeit“ zu einer Geldstrafe von 540 Euro für ein Musikvideo von 2014 verurteilt, weil er darin über den damaligen Bürgermeister von Lleida, Àngel Ros (Partit dels Socialistes de Catalunya), textet: „Ich werde dich erstechen“, „Er verdient einen Messerstich in den Bauch“, „Sieh dir die Kugel an, welche ich vorbereitet habe, die direkt in die Brust geht“, „Man möge eine Bombe verstecken, während er ein teures Menü isst; man möge sein Gehirn mit einem Schuss zerstören“.
Zu den Hasél zur Last gelegten Textstellen gehören Passagen aus den Jahren 2010 und 2011 wie „Televisión Española verdient eine Bombe“, „Todesstrafe den pathetischen Infantas. Weil sie unsere Kohle für Schönheitsoperationen ausgeben“, „Die Eigentümer der Zeitungen El Mundo und ABC. Man sollte sie mit ihrem Lügenblatt ersticken“, „Das Auto von Patxi López soll explodieren!“, „Mir tut nicht der Schuss in deinen Nacken leid, Anhänger der Partido Popular.“ bzw. „Mir tut nicht der Schuss in deinen Nacken leid, Sozialist. […] Bänker. […] Millionär.“ und „Jemand möge einen Eispickel in José Bonos Kopf rammen!“
Im Jahr 2012 twitterte er außerdem über den „zionistischen Teufel“, der „die Mehrheit der multinationalen Unternehmen in Hollywood kontrolliert“ und „fast jedes Land an seinen Arsch geklebt hat“. Das wurde von einigen Kommentatoren als antisemitische Äußerung eingestuft.

## Dokumentarfilm
- Hasél: Poeta Proscrito, 58:05 Min., 2021, Regisseur: Nikone Cons, Youtube-Kanal von Nikone Cons[51]